# Pihalla
Pihalla è un film del 2017 diretto da Nils-Erik Ekblom al suo debutto come regista.
Il film è basato su esperienze vissute dal regista e da Tom Norrgrann, entrambi sceneggiatori del film.

## Trama
Costretto a passare le vacanze estive con i genitori in un cottage nella campagna finlandese, il diciassettenne Miku stringe amicizia con Elias, il coetaneo vicino di cottage. Tra i due scoppia la passione, ma le cose non sono così facili come sembravano inizialmente.

## Riconoscimenti
- 2017 - Nordic Film Days Lubeck
  - Childrens and Youth Film Prize
- 2017 - Scandinavian International Film Festival
  - Best Domestic Film
- 2018 - Mexico International Film Festival
  - Silver Palm Award for First Time Filmmaker